# Грб Чељабинске области
Грб Чељабинске области је званични симбол једног од субјеката Руске федерације са статусом области — Чељабинске области. Грб је званично усвојен 8. јануара 2002. године.

## Опис грба
Хералдички опис грба гласи:
У тамно црвеном пољу натоварена сребрена двогрба камила са златним пртљагом. Штит је крунисан златном круном и окружен је са двије траке Ордена Лењина.

Закон прописује три верзије грба чија је употреба једнако дозвољена на подручју области:
- Велики (пуна) грб области;
- Средњи грб (као и велики, само без двије ленте)
- Мањи грб (без велики, само без ленти и круне)